# 費有容
費有容（1874年—1931年），字恕皆，号只园、又号蛰园，别署灵寿乡民、柔冰、江夏、十半老人，清末湖州人。
費丹旭之孫，費以群之子。同治十三年（1874年）生。早年肄业於杭州紫阳书院，曾师从俞樾，光绪二十八年（1902年）壬寅科舉人，次年因为人作槍手而被革除功名。曾創辦《危言报》。辛亥革命以后，流寓上海，1915年进入爱俪园。1931年卒，终年五十八。著有小说《邹谈一噱》、《表忠观》、《艮岳峰》等。